# Wout Weghorst
Wout François Maria Weghorst, född 7 augusti 1992, är en nederländsk fotbollsspelare som spelar för Ajax. Han representerar även Nederländernas landslag.

## Klubbkarriär
Den 26 juni 2018 värvades Weghorst av VfL Wolfsburg, där han skrev på ett fyraårskontrakt. Den 16 mars 2019 gjorde Weghorst ett hattrick i en 5–2-vinst över Fortuna Düsseldorf.
Den 31 januari 2022 värvades Weghorst av Burnley, där han skrev på ett 3,5-årskontrakt. Den 5 juli 2022 lånades Weghorst ut till turkiska Beşiktaş på ett låneavtal över säsongen 2022/2023. Den 13 januari 2023 stod det klart att Manchester United lånade in Weghorst över resten av säsongen 2022/2023. Den 9 augusti 2023 lånades han ut till tyska TSG Hoffenheim på ett säsongslån.

## Landslagskarriär
Weghorst debuterade för Nederländernas landslag den 23 mars 2018 i en 1–0-förlust mot England, där han blev inbytt i den 89:e minuten mot Stefan de Vrij. I VM 2022 hamnade Weghorst i käbbel med Lionel Messi efter matchen mot Argentina. Messi hördes ropa "Vad glor du på, din tönt?" på spanska till Weghorst i spelartunneln.